# Station Dęblin Towarowy
Station Dęblin Towarowy is een goederenstation in de Poolse plaats Dęblin.